# 南开大学体育中心
南开大学体育中心，即南开大学新体育馆，位於中華人民共和國天津市，始建于2005年1月，於2006年10月竣工及投用，占地约30,000平米，建筑面积24,600平米，总投资1.5亿元，落成时是教育部直属高校中规模最大的综合性体育中心，也是南开大学自建校以来单体建筑面积最大、投资最多的建筑物。南开大学体育中心内部分为体育馆和游泳馆两部分，是2012年全国大运会和2013年东亚运动会的比赛场馆。

## 位置

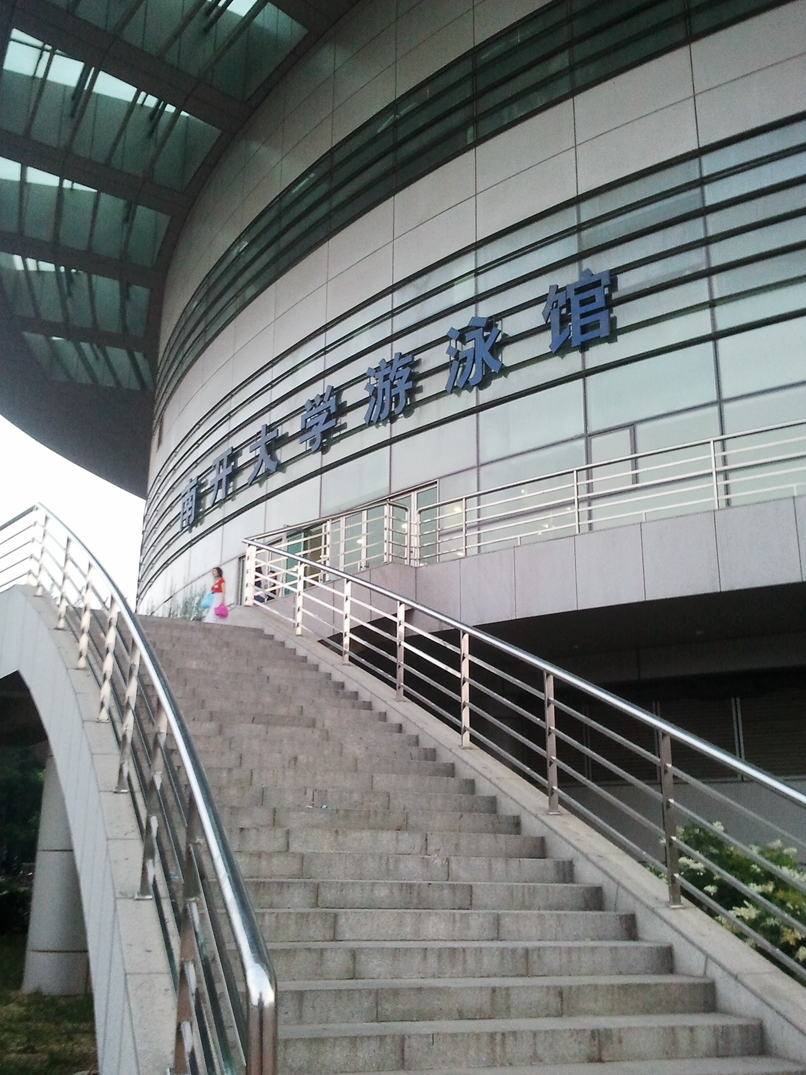
南开大学体育中心游泳馆

南开大学体育中心位于南开大学原网球场、篮球场原址，东眺天津大学-南开大学联合研究大厦和南开大学行政楼，西临南开大学体育馆旧馆，南靠南开大学日本研究院，北望天津大学第26教学楼。

## 历史沿革
2003年3月24日，南开大学体育部制定了关于新建体育馆、游泳馆附属教学设施的意见，设计方开始根据业主要求进行设计。2004年，南开大学网球场、篮球场拆除进行土地平整。2005年1月7日，南开大学体育中心正式开工建设，有天津三建公司承建。同年10月，主体结构封顶，2006年10月竣工并投用。

## 建筑与功能

### 建筑设计
根据《南开大学关于新建体育馆设计委托书》和《南开大学体育部关于新建体育馆、游泳馆附属教学设施的意见》，业主南开大学对南开大学体育中心所提出的设计要求是一座集体育教学、群众体育活动、体育比赛、大型集会和文艺演出等等多功能于一体的综合性建筑。体育中心建筑体量较大，长约160米，宽约75米。由于天津地区地下水位较高，地下设施建设较为复杂且风险和成本较高，因而南开大学体育中心尽量减少对地下空间的使用，包括游泳池均建造在地面以上。由于根据体育馆相关设计规范，体育馆比赛场地上空要求不小于15米，但游泳馆由于不设跳水池，游泳馆比赛场地净高比体育馆比赛场地净高低5.4米。

### 承办活动和赛事
南开大学体育中心内部分为体育馆和游泳馆两部分，体育馆在体育中心西侧有3000个固定座位和2000个活动座位，游泳馆在体育中心东侧有1000个固定座位、50×25米比赛池和16×25米练习池。除作为南开大学体育部的一般教学场地外，南开大学体育中心承办过南开大学开学典礼、毕业典礼以及第十届“挑战杯”飞利浦全国大学生课外学术科技作品竞赛等活动。同时，是2009年男子篮球亚洲锦标赛、2012年全国大学生运动会和2013年东亚运动会的比赛场馆。